# Iswaripur
Iswaripur és un poble del districte de Khulna, a Bangladesh, a la vora del riu Jamuna. El 1901 tenia 302 habitants. Antigament es deia Uasohara. La seva única importància és haver estat al segle XVII la capital del raja Pratapaditya, l'heroi popular del Sundarbans.